# Actinobole uliginosum
Actinobole uliginosum là một loài thực vật có hoa trong họ Cúc. Loài này được (A.Gray) H.Eichler mô tả khoa học đầu tiên năm 1963.